# Солистът (филм, 2009)
„Солистът“ (на английски: The Soloist) е биографична музикална драма от 2009 г. на режисьора Джон Райт, и участват Джейми Фокс и Робърт Дауни Джуниър. Сюжетът е по истинската история на Натаниел Айърс, музикант, който разработва шизофренията и става бездомник. Филмът е пуснат по кината на 24 април 2009 г. Получава смесени отзиви от критиците и печели само 38 млн. долара срещу бюджет от 60 млн. долара.